# Violencia de los colonos israelíes

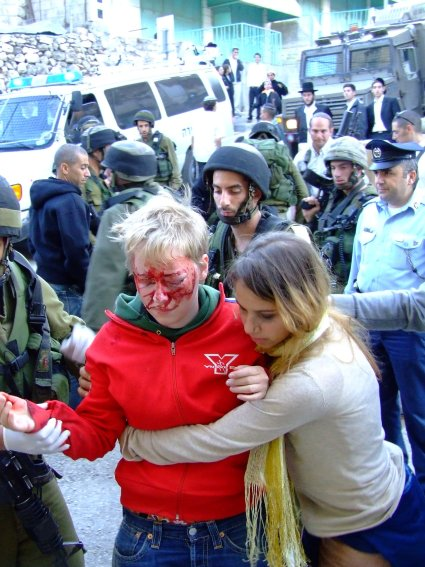
La voluntaria sueca Tove Johannson (en la foto) sufrió una fractura en el pómulo debido a un golpe en la cara con una botella por parte de un colono israelí en Hebrón el 18 de noviembre de 2006. Ella y otros miembros europeos del Movimiento de Solidaridad Internacional intentaron acompañar a los niños palestinos a casa desde la escuela.

El pueblo palestino es el blanco de la violencia de los colonos israelíes y sus partidarios, predominantemente en Cisjordania. En noviembre de 2021, el ministro de Defensa israelí, Benny Gantz, habló del fuerte aumento del número de incidentes entre colonos y palestinos en Cisjordania, muchos de los cuales son el resultado de ataques de residentes de asentamientos ilegales contra palestinos de aldeas vecinas. La violencia de los colonos también incluye actos conocidos como política de la etiqueta de precios que responden a acciones del gobierno israelí, generalmente contra objetivos palestinos y ocasionalmente contra las fuerzas de seguridad israelíes en Cisjordania.
La policía palestina tiene prohibido reaccionar ante actos de violencia cometidos por colonos israelíes, un hecho que disminuye su credibilidad entre los palestinos. Entre enero y noviembre de 2008, Israel inició 515 demandas penales contra colonos por violencia contra palestinos o fuerzas de seguridad israelíes; 502 de ellas involucraban a "radicales de derecha", mientras que 13 involucraban a "anarquistas de izquierda". En 2008, el alto comandante israelí en Cisjordania dijo que un núcleo duro de unos pocos cientos de activistas estaban involucrados en la violencia contra los palestinos y los soldados israelíes. Algunas figuras religiosas judías prominentes que viven en los territorios ocupados, así como funcionarios del gobierno israelí, han condenado y expresado indignación por tal comportamiento, mientras que también se han dado justificaciones religiosas para los asesinatos de colonos. Los medios israelíes dijeron que el establishment de defensa comenzó a adoptar una línea más dura contra los colonos rebeldes a partir de 2008. En 2011, la BBC informó que "la gran mayoría de los colonos no son violentos, pero algunos dentro del gobierno israelí reconocen un problema creciente con los extremistas". Las cifras de la ONU de 2011 mostraron que el 90% de las denuncias presentadas contra los colonos por los palestinos ante la policía israelí nunca condujeron a una acusación.
En el siglo XXI, ha habido un aumento constante de la violencia y el terror perpetrados por los colonos israelíes contra los palestinos. En 2012, un informe de los jefes de misión de la UE encontró que la violencia de los colonos se había más que triplicado en los tres años hasta 2011. Las cifras de la Oficina de Naciones Unidas para la Coordinación de Asuntos Humanitarios (OCHA) afirman que la tasa anual de ataques de colonos (2.100 ataques en 8 años) casi se ha cuadriplicado entre 2006 y 2014. En 2021, hubo otra ola de violencia de los colonos que estalló después de que un colono de 16 años muriera en una persecución en automóvil con la policía israelí después de haber arrojado piedras a los palestinos. Lo cual provocó 44 incidentes en el transcurso de unas pocas semanas, en los que dos niños palestinos resultaron heridos. En las últimas partes de 2021, ha habido un marcado aumento de la violencia de los colonos contra los palestinos, condenada en el Consejo de Seguridad de las Naciones Unidas.
Esta violencia aumentó aún más tras la elección de un gobierno de extrema derecha en 2022 que propuso ampliar los asentamientos israelíes en los territorios palestinos, así como el ataque de Hamás a Israel el 7 de octubre de 2023.

## La política de asentamientos de Israel

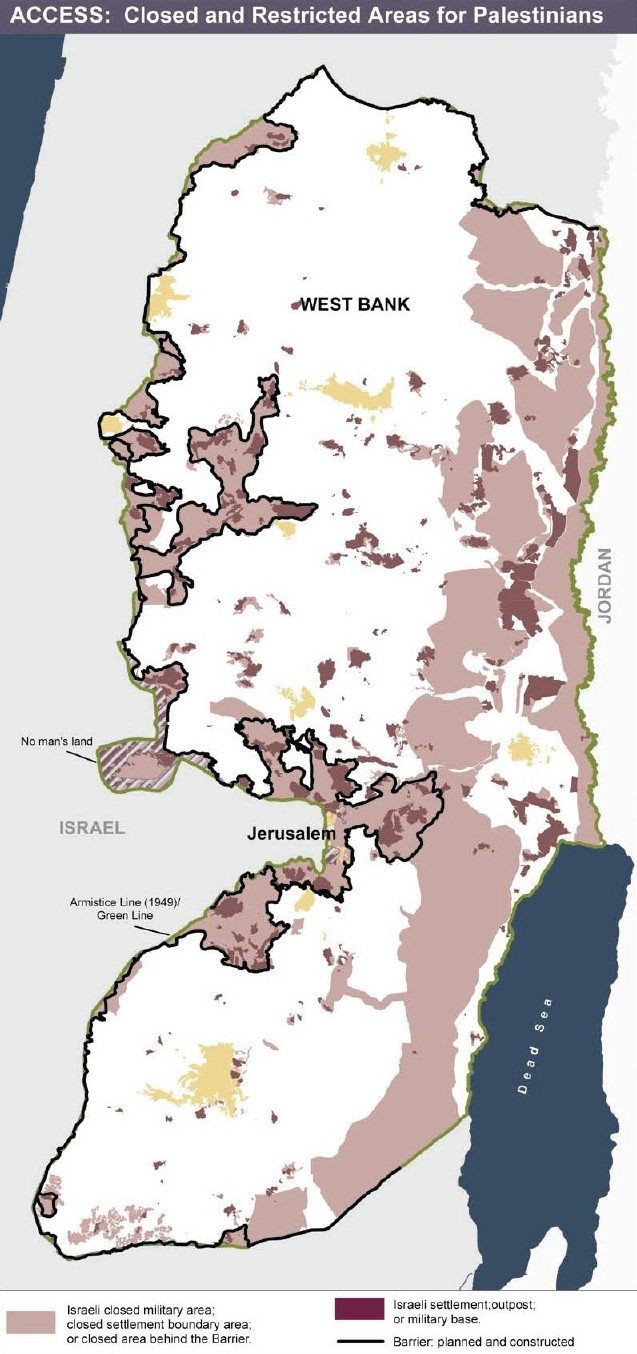
Asentamientos (rosa más oscuro) y zonas de Cisjordania (rosa más claro) donde el acceso de los palestinos estaba cerrado o restringido en ese momento. Fuente: Oficina de las Naciones Unidas para la Coordinación de Asuntos Humanitarios, enero de 2006.

Israel ha justificado sus asentamientos civiles afirmando que los territorios en cuestión no están ocupados, sino en disputa, y que el uso temporal de tierras y edificios para diversos fines parece permisible bajo el pretexto de necesidad militar y que los asentamientos satisfacían necesidades de seguridad. Las Naciones Unidas afirmaron el principio del derecho internacional de que la continuación del colonialismo en todas sus formas y manifestaciones es un crimen y que los pueblos coloniales tienen el derecho inherente a luchar por todos los medios necesarios a su disposición contra las potencias coloniales y la dominación extranjera en el ejercicio de su derecho de autodeterminación.  Las luchas de liberación nacional están clasificadas como conflictos armados internacionales por el artículo 1(4) del Protocolo Adicional I a los Convenios de Ginebra del 12 de agosto de 1949, del que son partes la mayoría de los Estados (incluidos los Estados occidentales).  La Corte Internacional de Justicia concluyó que Israel había violado sus obligaciones conforme al derecho internacional al establecer asentamientos en el territorio palestino ocupado, incluida Jerusalén Oriental, y que Israel no puede basarse en un derecho de legítima defensa o en un estado de necesidad para impedir la ilicitud de imponer un régimen contrario al derecho internacional. El tribunal también concluyó que el régimen israelí viola los derechos humanos básicos de los palestinos al impedir la libertad de circulación de los habitantes del territorio palestino ocupado (con excepción de los ciudadanos israelíes) y su ejercicio del derecho al trabajo, a la salud, a la educación y a un nivel de vida adecuado.
En Hebrón, donde viven entre 500 y 600 colonos entre 167.000 palestinos, B'Tselem sostiene que ha habido "graves violaciones" de los derechos humanos palestinos debido a la "presencia de los colonos dentro de la ciudad". La organización cita incidentes regulares de "violencia física casi diaria y daños a la propiedad por parte de los colonos en la ciudad", toques de queda y restricciones de movimiento que están "entre los más duros en los Territorios Ocupados", y violencia de la policía fronteriza israelí y las FDI contra los palestinos que viven en el sector H2 de la ciudad.
Human Rights Watch informa sobre la violencia física contra los palestinos por parte de los colonos, incluyendo "frecuentemente apedreamiento y disparos contra automóviles palestinos. En muchos casos, los colonos abusan de los palestinos frente a soldados o policías israelíes con poca interferencia de las autoridades".
B'Tselem también dice que las acciones de los colonos incluyen "bloquear carreteras para impedir la vida y el comercio palestinos. Los colonos también disparan a paneles solares en los tejados de los edificios, incendian automóviles, rompen cristales y parabrisas, destruyen cosechas, arrancan árboles, abusan de los comerciantes y propietarios de puestos en el mercado. Algunas de estas acciones tienen como objetivo obligar a los palestinos a abandonar sus hogares y tierras de cultivo, y así permitir a los colonos hacerse con el control de ellas."

## Causas de la violencia
Cuando los colonos mataron a una niña palestina de 11 años de Nablus en 1983, el rabino jefe de la comunidad sefardí, defendiendo a aquellos,  supuestamente citó un texto talmúdico que justificaba matar a un enemigo en ocasiones en las que, desde la perspectiva de un niño, uno puede ver que él crecerá y se convertirá en tu enemigo. Los militantes de los colonos han pedido a los rabinos que emitan fallos para justificar actos que tienen como objetivo bloquear la paz con los palestinos o la devolución de sus tierras. Algunos rabinos han justificado el robo de las cosechas de aceitunas palestinas. El ex gran rabino Mordejai Eliyahu afirmó que: "Dado que la tierra es herencia del Pueblo de Israel, plantar en esta tierra por parte de los gentiles es plantar en tierra que no les pertenece. Si alguien pone un árbol en mi tierra, tanto el árbol y el fruto que da es mío." Algunos extremistas rabínicos citan el edicto bíblico para exterminar a los amalecitas para justificar tanto la expulsión de los palestinos de la tierra como el asesinato de civiles palestinos en tiempos de guerra.
Una de las causas de la violencia es la acción de los colonos vigilantes en respuesta a actos de violencia palestina, generalmente sin relación alguna.
El grupo de derechos humanos B'Tselem dice que la violencia es "un medio para acosar e intimidar a los palestinos" y que las evacuaciones son una parte necesaria del proceso de paz. Según B'Tselem, cuando el gobierno israelí evacua un edificio, los colonos arremeten contra los palestinos porque son "víctimas fáciles" y como un medio para ampliar el área bajo control de los colonos.
Ghassan Daghlas, un funcionario de la Autoridad Palestina que se ocupa de la cuestión de los asentamientos en el norte de Cisjordania, dijo: "Estos grupos de colonos están organizados y se apoyan entre sí... Si hay una evacuación de puestos avanzados, llaman a la gente desde Hebrón a Yenín para que detengan a los palestinos trabajando en sus tierras". Michael Sfard, abogado de Yesh Din, un grupo israelí de derechos humanos que vigila la violación de los derechos humanos en los territorios palestinos, afirmó que hay entre unas pocas docenas y unos cientos de colonos extremistas que utilizan una táctica llamada política de la etiqueta de precios: si el gobierno envía policías o soldados para desmantelar un puesto de avanzada que se está construyendo, los colonos hacen pagar el precio a la población palestina. Mientras la gente en el puesto de avanzada se enfrenta a las fuerzas de seguridad, otros comienzan a acosar a los palestinos, lo que obliga a los comandantes a desviar a los hombres del puesto de avanzada y les hace pensar dos veces antes de lanzar futuras operaciones. Es un dolor de cabeza tan grande que muchas de las autoridades pertinentes se dan por vencidas sin intentarlo y los puestos de avanzada se reconstruyen rápidamente una vez que el ejército se da por vencido y se marcha.

## Críticas a la violencia por parte de los líderes de los colonos
La violencia de los colonos extremistas contra los palestinos ha sido condenada por destacadas figuras religiosas, políticas y municipales de Cisjordania, incluido el rabino Menachem Fruman de Tekoa, quien dijo: "Atacar a los palestinos y sus propiedades es algo impactante, (...) Es un acto de daño a la humanidad. (...) Esto construye un muro de fuego entre judíos y árabes." Según el exministro de Defensa israelí Moshe Ya'alon, "la mayoría de esos activistas de extrema derecha" no son colonos y no representan a la comunidad de los asentamientos.
El Consejo Yesha y el exmiembro de la Knéset, Hanan Porat, también condenaron la violencia contra los palestinos. "La respuesta de la 'etiqueta del precio' es inmoral", afirmó Porat. "Es inaudito que sea necesario quemar los viñedos y los campos de los árabes. Es inmoral... y da legitimidad a aquellos que están interesados en socavar la cuestión de los puestos de avanzada. Es un asunto muy grave".
El Consejo Yesha es la organización que agrupa a los consejos municipales de los asentamientos judíos en Cisjordania. El presidente del consejo, Dani Dayan, dijo que los colonos no deben utilizar la violencia para mejorar sus medios. Dijo que tales acciones eran "moralmente fallidas" y sólo servían para "obstaculizar la lucha de los colonos".

## Diferencias en la situación jurídica y el trato entre los colonos israelíes y los palestinos
A diferencia de los palestinos, los civiles israelíes que viven en los territorios palestinos no están sujetos a la ley militar o local, pero son procesados de acuerdo con la ley penal civil israelí. Esto tiene su origen en el proyecto de ley de Regulaciones de Emergencia promulgado en 1967 y prorrogado desde entonces, que otorga derechos extraterritoriales a los israelíes en los territorios ocupados. B'Tselem ha dicho que la diferencia en el estatus legal de israelíes y palestinos en los territorios ha llevado a un doble rasero en el que los israelíes reciben más derechos legales y son castigados más ligeramente que los palestinos que están sujetos a las leyes militares y locales. B'Tselem señala que el sistema viola los principios de igualdad ante la ley y territorialidad.
Refiriéndose a la violencia de los colonos durante la evacuación policial de la "Granja Federman" cerca de Kiryat Arba,Haaretz declaró en un editorial que "la sociedad israelí se ha acostumbrado a dar un trato especial a los colonos que infringen la ley", señalando que ningún otro grupo podría atacar de manera similar a las fuerzas del orden israelíes. sin ser severamente castigado. Haaretz ha calificado de "terrorismo" la violencia de los colonos contra soldados y policías que participaron en la evacuación de la "Granja Federman".
Después de la evacuación de los colonos de Hebrón en diciembre de 2008, se produjo un motín y un colono judío, Ze'ev Braude, fue grabado en vídeo disparando a dos palestinos desarmados después de que los palestinos le arrojaran piedras. Las víctimas fueron baleadas en su propia propiedad, en la que Braude había entrado, y luego necesitaron cirugía. La Fiscalía del Estado de Israel decidió abandonar el procesamiento de Braude después de que el Tribunal Superior de Justicia de Israel dictaminara que la fiscalía debería dar al acusado acceso a "información sensible". La fiscalía había dicho anteriormente que algunas de las pruebas contra Braude estaban clasificadas por razones de seguridad, debido a "las fuentes y métodos de operación del Shin Bet, y a detalles de identificación sobre sus unidades y su gente". Braude había solicitado acceso al Tribunal Superior.

## Medidas de aplicación de la ley contra los colonos
La Misión de Investigación de las Naciones Unidas sobre el Conflicto de Gaza informó sobre disturbios y violencia en Cisjordania en el período anterior a las operaciones militares israelíes en Gaza. El informe decía: "Las autoridades israelíes toman pocas o ninguna medida para investigar, procesar y castigar la violencia contra los palestinos, incluidos los asesinatos, por parte de colonos y miembros de las fuerzas de seguridad, lo que da lugar a una situación de impunidad. La Misión concluye que Israel ha fracasado en cumplir con sus obligaciones de proteger a los palestinos de la violencia por parte de particulares en virtud tanto del derecho internacional de los derechos humanos como del derecho internacional humanitario. El informe también afirma que la opinión consultiva de la Corte Internacional de Justicia y "varias resoluciones de las Naciones Unidas han afirmado que la práctica de Israel de construir asentamientos -en efecto, la transferencia por una potencia ocupante de partes de su propia población civil al territorio que ocupa- constituye una violación del Cuarto Convenio de Ginebra".
Según Amos Harel, los intentos de las fuerzas de seguridad de llevar ante la justicia a fanáticos violentos de derecha han adolecido de dos problemas principales: la investigación de israelíes, a diferencia de los palestinos, está sujeta a más restricciones, y los tribunales han demostrado ser indulgentes. Yesh Din, una organización sin fines de lucro de derechos humanos, ha elaborado un informe denominado "A Semblance of Law" (Una apariencia de ley), que encontró problemas con las acciones policiales contra israelíes en Cisjordania. Según el estudio de Yesh Din, realizado en 2005, entre las denuncias contra israelíes, más del 90% se cerraron sin acusación, principalmente porque no se encontró a los perpetradores, el 5% se perdieron y nunca se investigaron, y el 96% de los casos de invasión (incluido el sabotaje de árboles) y el 100% de las denuncias por vandalismo y otros delitos contra la propiedad no dieron lugar a ninguna acusación.
Además de recopilar estadísticas, Yesh Din examinó 42 expedientes de investigación cerrados y encontró una serie de deficiencias, incluido el uso del hebreo para registrar los testimonios dados en árabe; falta frecuente de control del lugar donde tuvo lugar el presunto delito; a menudo no recogen los testimonios de los testigos presenciales; falta generalizada de recurso a filas de identificación en vivo con civiles israelíes sospechosos; apenas enfrentamientos entre denunciantes y sospechosos; no comprobar las coartadas; cierre apresurado de expedientes poco después de registrarse la denuncia; cierre de expedientes incluso cuando las pruebas eran suficientes para acusar a los sospechosos; la policía se niega a registrar las denuncias y se utiliza la presión de la Administración Civil para evitar presentar denuncias.
El 8% de las denuncias terminaron en acusaciones. El Ministerio de Justicia israelí respondió afirmando que las autoridades legales estaban siguiendo de cerca casos específicos, pero dijo que no estaba en su autoridad ocuparse de todos los casos.
Fuentes de seguridad israelíes han dicho que se ha vuelto costumbre que algunos colonos se tomen la justicia por su mano tras los ataques terroristas palestinos en Cisjordania.
En 2008-2009, el establishment de defensa comenzó a adoptar una línea más dura contra los colonos rebeldes.
En 2012, dos informes de jefes de misión de la UE afirmaron que las operaciones de seguridad de Israel en los territorios ocupados no habían logrado proteger a la población palestina; acusó a Israel de establecer sus operaciones para minimizar el impacto sobre los colonos de una actual campaña de violencia de los colonos. Los informes señalaban que "más del 90% de las denuncias supervisadas sobre la violencia de los colonos presentadas por palestinos ante la policía israelí en los últimos años han sido cerradas sin acusación formal", y añadían además que "las protecciones y privilegios discriminatorios para los colonos agravan estos abusos y crean una entorno en el que los colonos puedan actuar con aparente impunidad".

### Detención administrativa
Tras un ataque de colonos a una base del ejército de las FDI el 13 de diciembre de 2011, el gobierno israelí autorizó la detención administrativa y el juicio militar para los colonos que participaron en acciones violentas, similar al trato otorgado a los activistas palestinos que participan en comportamientos similares. Se concedió a las FDI el poder de arrestar a colonos violentos y se anunciaron planes para aumentar la seguridad en Cisjordania y restringir el acceso de conocidos alborotadores. El primer ministro israelí, Benjamín Netanyahu, caracterizó la situación como un puñado de extremistas en una población de colonos generalmente respetuosos de la ley. Cinco israelíes de Cisjordania que supuestamente planearon y participaron en el ataque a la base militar fueron acusados por el Tribunal de Distrito de Jerusalén el 8 de enero de 2012.

## Crímenes de colonos
Las retiradas israelíes de Gaza (en 2005) y un desalojo en Hebrón (en 2008) provocaron disturbios de protesta por parte de los colonos. También hay un conflicto continuo entre colonos y palestinos por la tierra, los recursos y los agravios percibidos. En agosto de 2007, los soldados se enfrentaron con los colonos durante una redada en Hebrón. A los soldados les arrojaron pintura y huevos.
En noviembre de 2007 se produjo una violenta protesta de colonos en la aldea palestina de Funduk, en la que cientos de colonos extremistas se reunieron en la entrada de la aldea y arrasaron después de que hombres armados palestinos mataran a tiros al colono local Ido Zoldan, de 29 años, en su automóvil, en la entrada a Funduk. Los colonos rompieron las ventanas de casas y automóviles. Según los aldeanos de Funduk, los soldados y la policía israelíes acompañaron a los manifestantes, pero en su mayoría permanecieron al margen mientras los colonos arrasaban.
En diciembre de 2008, los colonos de Hebrón, enojados por el desalojo de los colonos de una casa en disputa, se amotinaron, dispararon a tres lanzadores de piedras palestinos y quemaron casas y olivares palestinos. Se grabaron imágenes de vídeo de los ataques, lo que provocó una condena generalizada en Israel. Los ataques fueron calificados de «un pogromo» por el primer ministro israelí, Ehud Olmert, quien dijo que estaba avergonzado «como judío».
Los palestinos locales declararon que una vez que la casa en disputa fue desalojada, las FDI y la policía se mostraron "indiferentes" a la violencia contra los palestinos y no hicieron ningún intento real de detener los disturbios de los colonos.
Algunos colonos han adoptado públicamente una política de «etiqueta de precio» mediante la cual los colonos atacan aldeas palestinas en represalia después de que el gobierno israelí elimina sus puestos de avanzada.
En abril de 2009, decenas de colonos de Bat Ayin arrasaron la aldea de Safa en Cisjordania, rompiendo ventanillas de automóviles, dañando viviendas e hiriendo a doce palestinos. Una portavoz del ejército israelí dijo que la violencia comenzó cuando los palestinos arrojaron piedras a los colonos de Bat Ayin que rezaban en una colina cercana antes de la festividad de la Pascua judía.
Las Naciones Unidas han advertido que hasta 250.000 palestinos en 83 aldeas son "alta o moderadamente" vulnerables a las represalias de los colonos si el gobierno israelí elimina los puestos de avanzada no autorizados en Cisjordania. Un total de 75.900 palestinos en 22 aldeas son "altamente vulnerables". El informe también advierte que varias carreteras alrededor de aldeas palestinas pueden volverse peligrosas para los palestinos. Los asentamientos de Havat Gilad, Kedumim, Itamar, Yitzhar, Ma'aleh Levona, Shilo, Adei Ad, Nokdim, Bat Ayín, Negohot, Kiryat Arba, Beit Haggai, Carmel y Susya se consideran posibles amenazas para los palestinos cercanos. El informe critica «el nivel inadecuado de aplicación de la ley por parte de las autoridades israelíes» y «el mensaje ambiguo entregado por el Gobierno de Israel y los altos funcionarios de las FDI a las fuerzas de seguridad sobre el terreno respecto de su autoridad y responsabilidad para hacer cumplir la ley a los colonos israelíes».

| Yuval Abraham יובל אברהם | Twitter |
| @yuval_abraham           |         |

             Un grupo de colonos acaba de linchar a Hamdan Ballal, codirector de nuestra película No other land. Lo golpearon y presenta heridas en la cabeza y el estómago. Los soldados irrumpieron en la ambulancia que había llamado y se lo llevaron. No hay rastro de él desde entonces.
         

        24 de marzo de 2025

El 24 de marzo de 2025 el cineasta palestino Hamdan Ballal, ganador de un premio Oscar por el documental No Other Land, fue linchado por un grupo de colonos israelíes armados con porras, cuchillos y al menos un rifle de asalto en su casa en la aldea de Masafer Yatta, en Cisjordania. Tras el ataque fue trasladado a una ambulancia, pero militares israelíes le detuvieron cuando aún estaba sangrando. Al día siguiente fue liberado después de pasar toda la noche maniatado en una base militar «mientras dos soldados le golpeaban en el suelo». Unos días después, el 28 de marzo, un nuevo ataque de colonos israelíes contra la localidad cisjordana de Masafer Yatta dejó cinco palestinos heridos, entre ellos dos niños. Este ataque tiene lugar apenas dos días después del linchamiento del cineasta Hamdan Ballal, codirector de No other land, en un ataque similar también protagonizado por colonos judíos.
El 29 de julio, Odeh Hadalin, activista palestino de 31 años y padre de tres hijos que ayudó a realizar el documental ganador del Óscar No Other Land, fue asesinado a tiros durante un ataque de colonos en Umm al-Khair, en la Cisjordania ocupada. Su muerte se produjo cuando un grupo de colonos irrumpió en la aldea con un buldócer. Mientras los vecinos trataban de bloquear su avance, el conductor embistió a uno de ellos con la pala. En medio del caos, uno de los colonos, identificado como Yinon Levi, comenzó a disparar repetidamente alcanzando a Hadalin. Levi fue detenido brevemente antes de ser enviado a casa bajo arresto domiciliario, mientras que catorce palestinos de la aldea fueron encarcelados.

## Participación de los jóvenes
Algunos colonos que atacaron o acosaron a los palestinos son adultos jóvenes descontentos llamados Juventud de las Colinas por los medios israelíes. En 2008, el ministro de Bienestar Social, Isaac Herzog, los calificó de "amenaza a la seguridad", así como de "peligro social y educativo". En diciembre de 2011, tras un brote de violencia de los colonos contra propiedades y personal de las FDI, el ministro de defensa israelí, Ehud Barak, dijo: "No hay duda de que estamos hablando de terroristas".

## Ataques a la agricultura y la propiedad palestinas

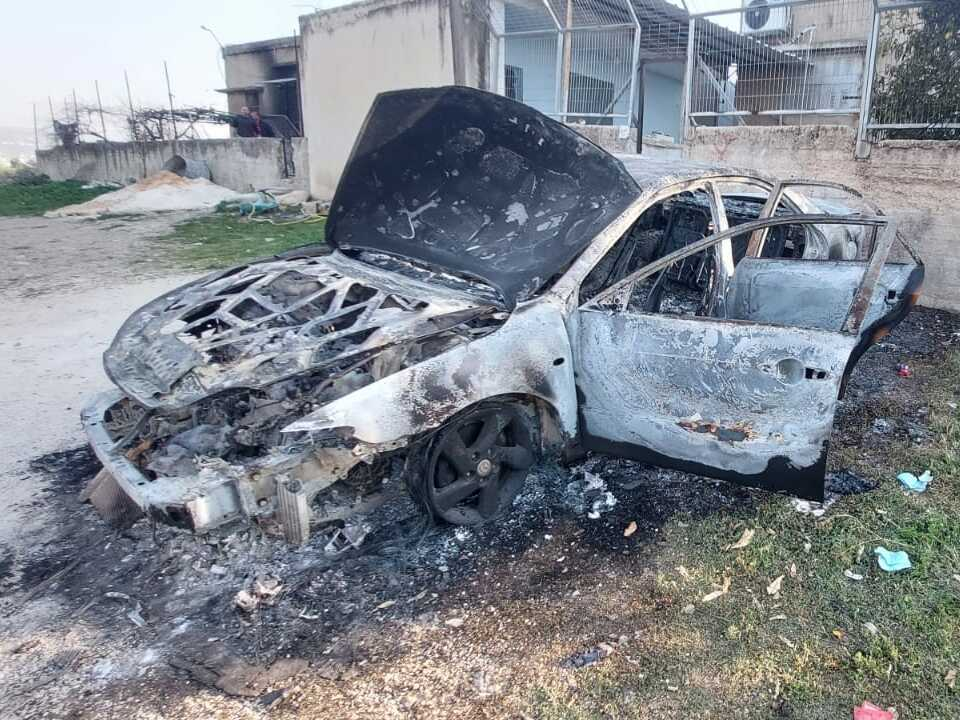
Un coche incendiado por colonos israelíes durante la violencia en Hawara en 2023.

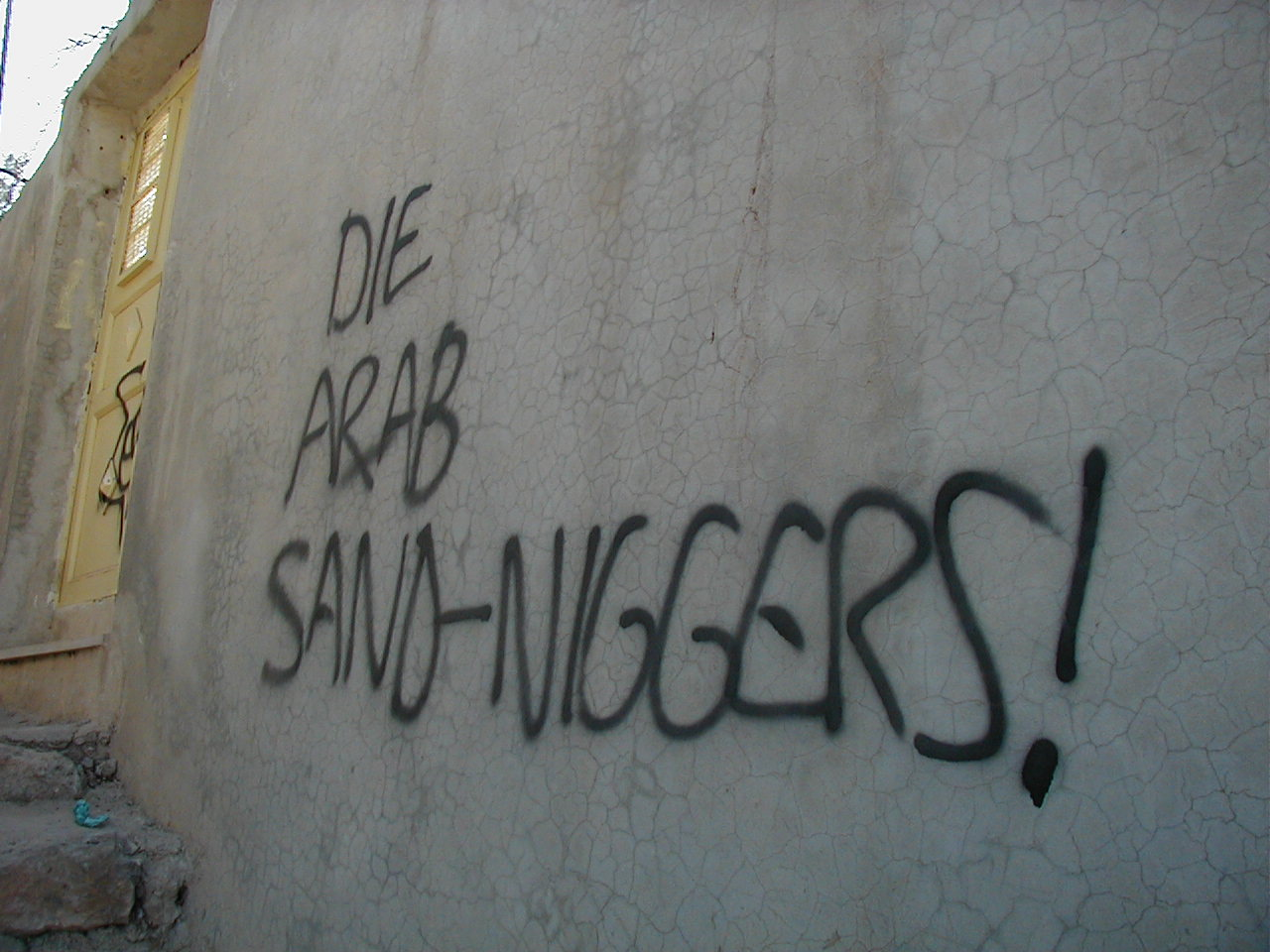
Grafiti que dice "¡Mueran los negros de arena árabes!" Según se informa, los colonos rociaron una casa en Hebrón.

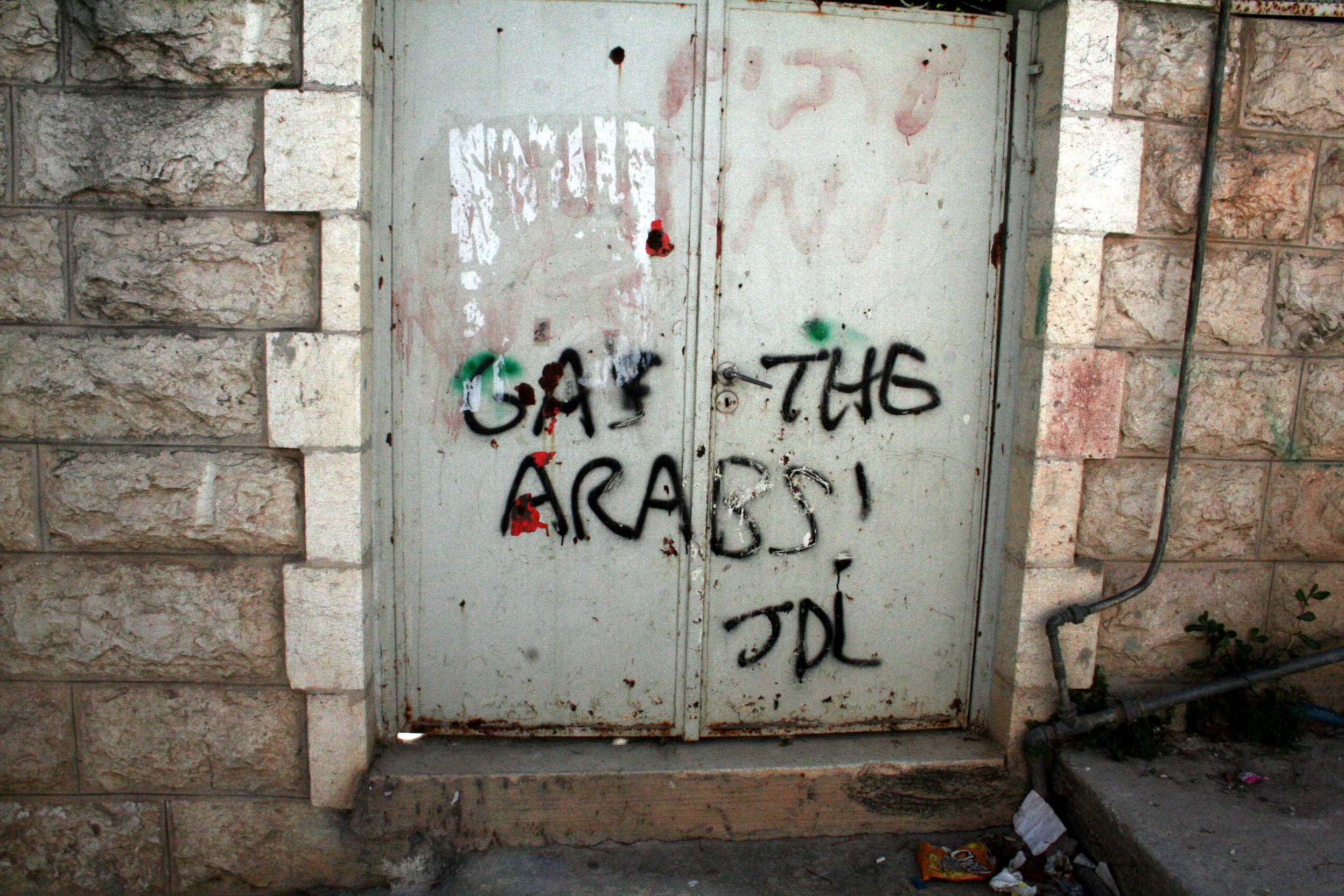
Grafiti que dice "¡Gaseen a los árabes! JDL", supuestamente pintado por colonos en la escuela de niñas de Qurtuba en Hebrón

El cultivo del olivo es una industria y un empleador importante en Cisjordania palestina. Los olivos son un objetivo común de la violencia de los colonos. Según la OCAH, aproximadamente 10.000 olivos y árboles jóvenes palestinos de Cisjordania sufrieron desarraigo o daños por ataques israelíes en 2013, un aumento respecto de los aproximadamente 8.500 árboles dañados en 2012. B'Tselem alega que "los recolectores de aceitunas en zonas cercanas a ciertos asentamientos y puestos de avanzada en Cisjordania han sido blanco de ataques de colonos, que han talado y quemado olivos y robado las cosechas", y que "las fuerzas de seguridad no han tomado medidas adecuadas para prevenir la violencia". Las FDI prohibieron la recolección de aceitunas en extensas áreas de tierra, afirmando que los cierres eran para proteger a los recolectores de aceitunas. El caso llegó al Tribunal Superior de Israel en 2006, que determinó que, por regla general, las tierras no deben cerrarse debido a la violencia de los colonos y que las FDI deben hacer cumplir la ley. Según B'Tselem, las FDI han solucionado este problema diciendo que las tierras están cerradas para proteger a los colonos.
Amnistía Internacional ha dicho que decenas de ovejas, gacelas y otros animales de propiedad palestina fueron envenenados con fluoracetamida cerca de Tuwani el 22 de marzo de 2005, privando a los agricultores palestinos de su medio de subsistencia. 
En julio de 2009, un grupo de colonos israelíes a caballo y portando antorchas atacaron zonas palestinas, quemaron entre 1.500 y 2.000 olivos y apedrearon coches.
En marzo de 2011, dos informes de jefes de misión de la UE detallaban que los ataques violentos de los colonos se habían triplicado en tres años. El informe encontró que los ataques estaban dirigidos especialmente a los agricultores palestinos y su medio de vida en una campaña sistemática de violencia e intimidación que incluyó la destrucción de más de 10.000 olivos el año anterior. El informe señala que el Estado israelí "hasta ahora no ha logrado proteger eficazmente a la población palestina". Según un documento confidencial de las FDI para el período comprendido entre el 11 de septiembre y el 20 de octubre de 2013, los siguientes olivares palestinos, cerca de los asentamientos israelíes cerca de Elon Moreh, Karnei Shomron, Kedumim, Ma'on y la Granja Ma'on, Susya, Shavei Shomron, Zayit Ra'anan, la Granja Gilad, Shilo e Yitzhar, y todos bajo vigilancia de las FDI, sufrieron daños, pero no fueron informados en los medios:
- 11 de septiembre: 500 árboles quemados en terrenos pertenecientes a la aldea de Deir al-Khatab. 15 de septiembre: talan 17 olivos en un terreno perteneciente al pueblo de Kafr Laqif.
- 17 de septiembre: talan 18 olivos en un terreno perteneciente al pueblo de Kafr Laqif.
- 20 de septiembre: 27 olivos quemados en Kafr Qaddum.
- 21 de septiembre: 70 árboles talados en Kafr Qaddum.
- 2 de octubre: Graves daños en varios olivos en terrenos de la familia Raba'i.
- 2 de octubre: Graves daños a unos 30 olivos en el pueblo de Jit.
- 3 de octubre: 48 olivos de la familia Shatat talados.
- 5 de octubre: Graves daños a 130 olivos de la familia Fukha.
- 5 de octubre: 15 olivos talados y aceitunas robadas en el pueblo de Deir Sharaf.
- 7 de octubre: Graves daños a unos 60 olivos y aceitunas robadas en el pueblo de Jit.
- 7 de octubre: Graves daños a ocho olivos en terrenos pertenecientes al pueblo de Ras Karkar.
- 8 de octubre: Se talaron 35 olivos en el pueblo de Far'ata y se robó aproximadamente una cuarta parte de la cosecha de olivos.
- 8 de octubre: Se incendian unos 400 olivos en el pueblo de Jalud.
- 13-14 de octubre: Olivos y vides vandalizados en el pueblo de Far'ata.
- 20 de octubre: Los colonos de Yitzhar agredieron a palestinos y voluntarios de derechos humanos mientras cosechaban aceitunas, dejando heridos a dos agricultores y dos voluntarios, un hombre de 71 años y una mujer de 18[71]

Según Yesh Din, el 97,4% de las denuncias presentadas a la policía israelí por palestinos que habían sufrido daños en sus olivares entre 2005 y 2013 fueron cerradas sin acusación.

### Contaminación de pozos y acceso al agua.
El 13 de julio de 2004, los residentes de Hirbat Atwana, cerca de Hebrón, encontraron cadáveres de pollo podridos en su pozo después de que cuatro colonos judíos fueran vistos en la aldea. La policía israelí dijo que sospechaba de judíos militantes de un asentamiento cercano llamado Havat Maon. Los colonos culparon de la acción a la "lucha tribal interna entre los palestinos"; El portavoz de la policía israelí, Doron Ben-Amo, dijo que era "poco probable" que los palestinos contaminaran su propio pozo. El 9 de diciembre de 2007, miembros de Christian Peacemaker Teams, una ONG estadounidense, informaron haber observado a un grupo de israelíes detenerse junto a una cisterna en el valle de Humra, abrir la tapa y levantar el cubo. Posteriormente se descubrió que el agua estaba contaminada. Oxfam, una ONG británica, ha informado que los colonos envenenaron deliberadamente el único pozo de Madama, un pueblo cerca de Naplusa, arrojando en él pañales usados, y que dispararon a los trabajadores humanitarios que acudieron a limpiar el pozo.
Una encuesta de las Naciones Unidas publicada en marzo de 2012 documentó el creciente uso de amenazas, violencia e intimidación para negar a los palestinos el acceso a sus recursos hídricos en Cisjordania. La encuesta indicó que los colonos israelíes han estado actuando sistemáticamente para hacerse con el control de unos 56 manantiales, la mayoría de los cuales están ubicados en tierras privadas palestinas. El informe señaló que las acciones de los colonos incluían "intrusión ilegal, intimidación y agresión física, robo de propiedad privada y construcción sin permiso". El informe critica a las autoridades israelíes por "no haber aplicado sistemáticamente la ley a los responsables de estos actos y no haber proporcionado a los palestinos ningún recurso efectivo".

### Ataques a mezquitas
En diciembre de 2009, presuntos colonos extremistas atacaron una mezquita en la aldea de Yasuf, en el norte de Cisjordania, cerca de Nablus, según funcionarios palestinos y la policía israelí. La gente entró por la fuerza en la mezquita y quemó alrededor de 100 libros sagrados, incluidos coranes, hadices y alfombras de oración, y pintó con aerosol consignas antipalestinas en el suelo, algunas de las cuales se referían a la política de "etiqueta de precios" de los colonos.
En enero de 2010, agentes de seguridad israelíes allanaron el asentamiento de Yitzhar, entraron por la fuerza en la sinagoga y los edificios de la yeshivá del asentamiento y arrestaron a diez colonos, entre ellos el director de la yeshivá, por su presunta participación en el ataque a la mezquita. Todos fueron liberados por el tribunal por falta de pruebas y el tribunal reprendió a la policía por arrestar al rabino. En enero de 2010, no se presentaron acusaciones. El estado ha apelado el fallo.
En septiembre de 2011, la Mezquita Al-Nurayn en Qusra fue objeto de un ataque incendiario presuntamente perpetrado por colonos judíos militantes, quienes prendieron fuego a la mezquita arrojando dos neumáticos encendidos a través de sus ventanas. En las paredes se habían pintado consignas en hebreo que amenazaban con nuevos ataques y que decían "Muhammad es un cerdo". Al lado también había una estrella de David pintada. El ataque se produjo horas después de que la policía israelí desmantelara tres estructuras en el cercano asentamiento judío ilegal de Migron, lo que llevó a los periódicos a sugerir que pudo haber sido llevado a cabo por colonos en represalia.
El 12 de noviembre, la mezquita de Al-Mughayyir en la gobernación de Ramallah y al-Bireh sufrió graves daños cuando fue incendiada, al parecer por colonos en lo que se creía que era un ataque de la etiqueta de precios. La policía israelí dice que el incidente no coincide con ataques previos de la etiqueta de precios, y que una investigación completa fue imposible porque las autoridades palestinas les negaron la entrada a la aldea. Según el periodista de Haaretz, Chaim Levinson, fue la décima mezquita víctima de un incendio provocado en Israel y Cisjordania desde junio de 2011, y ninguna investigación policial ha conducido nunca a una acusación. La violencia de los colonos israelíes ha impedido a los palestinos visitar lugares sagrados y adorar en las mezquitas, y ha interferido con la llamada a la oración del muecín.

### Ataques a iglesias y monasterios
El creciente ascenso de la extrema derecha israelí en la política durante las últimas décadas ha llevado a un aumento de los ataques contra propiedades religiosas no judías, asociados con ataques de la etiqueta de precios por parte de los colonos y sus simpatizantes, con un aumento de los ataques a iglesias en toda Cisjordania y Jerusalén, extendiéndose incluso hasta Israel. El Patriarca ortodoxo griego de Jerusalén, Teófilo III, denunció los repetidos ataques contra los lugares de culto cristianos y musulmanes en los territorios palestinos por parte de colonos judíos extremistas.Los cristianos que han sufrido tales abusos a menudo acusan a las autoridades israelíes de no hacer lo suficiente para salvaguardar a la población y evitar nuevos ataques por parte de los judíos ultraortodoxos.El miembro árabe-israelí de la Knéset Ayman Odeh observa: "El acoso y el daño a lugares que son sagrados para el Islam y el Cristianismo se han vuelto casi constantes, y nadie rinde cuentas", y culpa directamente al gobierno israelí de "liderar el odio y aprobar, con un guiño, la continuación de los crímenes de odio contra la minoría árabe en el estado".

### Los colonos afirman que hubo vandalismo orquestado
Un grupo de colonos llamado Unidad Tazpit afirmó haber documentado a palestinos destruyendo árboles con la intención de culpar a los colonos por la destrucción. Las fotos tomadas por el grupo supuestamente muestran a palestinos y activistas de izquierda cortando olivos palestinos con una sierra eléctrica. Los colonos afirmaron que muchos de los ataques de la etiqueta de precios de los que se había informado previamente, fueron en realidad llevados a cabo por palestinos con el objetivo de empañar la imagen de los colonos israelíes.
Los colonos israelíes fueron acusados por un granjero palestino de haber reunido a sus ovejas en una zona espesa de maleza y haber prendido fuego a los arbustos, quemando vivas a 12 ovejas preñadas. La policía cuestionó la descripción que hizo el granjero de los colonos religiosos que llevaban kipot y conducían un coche en Shabat, ya que los judíos ortodoxos no conducen en Shabat.la judía Caroline Glick, escribiendo en el The Jerusalem Post, informó que el granjero admitió más tarde que perdió el control de un incendio forestal que fue responsable de los daños. La red de medios israelí Arutz Sheva dijo que este incidente expuso la táctica de los izquierdistas de aceptar reclamos palestinos y acusar falsamente a los judíos.
En marzo de 2012, dos hombres palestinos de Beit Zarzir confesaron, tras ser arrestados, haber dañado una escuela local para estudiantes palestinos y judíos. Admitieron su responsabilidad por haber pintado en la pared de la escuela "Muerte a los árabes". La escuela fue rociada dos veces en febrero con los lemas "Etiqueta de precios", "Muerte a los árabes" y "Holocausto a los árabes".

## Extremismo de los colonos
Muchos colonos quieren ser considerados parte de la corriente principal israelí. Sólo una pequeña minoría entre ellos es violenta. Se estima que el número de colonos involucrados en actividades violentas ha pasado de unas pocas docenas de personas a unos pocos cientos, de una población total de unos 500.000 colonos judíos.
Los grupos extremistas asociados con el movimiento de colonos incluían a Jewish Underground, que existió de 1979 a 1984 como una organización militante vinculada al grupo activista de colonos Gush Emunim. Llevaron a cabo ataques contra estudiantes judíos y funcionarios palestinos, intentaron poner una bomba en un autobús y planearon un ataque a la Cúpula de la Roca.
El New York Times ha señalado que el ala religiosa e ideológica del movimiento de colonos se está volviendo más radical. Se sospecha ampliamente que un ataque con bomba casera contra el crítico de los colonos Zeev Sternhell fue perpetrado por colonos radicales, que dejaron folletos en el lugar ofreciendo 1 millón de shekels a cualquiera que "matara a un miembro del grupo anti-asentamientos Paz Ahora ". El ministro de Seguridad Pública , Avi Dichter, condenó el ataque y lo calificó de "ataque terrorista nacionalista".
El jefe de seguridad del Shin Bet, Yuval Diskin, advirtió que "ha encontrado una gran disposición entre este público a utilizar la violencia - no sólo piedras, sino armas reales - para impedir o detener un proceso diplomático". También calificó la mentalidad de los colonos de "mesiánica" y "satánica".
El General de División de las FDI, Gadi Shamni, ha advertido que ha habido un aumento en el número de colonos violentos de unas pocas docenas a cientos y que el aumento está perjudicando la capacidad de las FDI para hacer frente a otras amenazas.
En agosto de 2012, Estados Unidos definió los ataques de los colonos como "incidentes terroristas".
En julio de 2014, un día después del entierro de tres adolescentes israelíes asesinados, Abu Khdeir, un palestino de 16 años, fue obligado a subir a un coche en una calle de Jerusalén Este por tres israelíes, dos adolescentes liderados por un hombre de 30 años. colono del asentamiento de Adam en Cisjordania. Su familia informó inmediatamente del hecho a la policía israelí, que localizó su cuerpo carbonizado unas horas más tarde en Givat Shaul, en el bosque de Jerusalén. Los resultados preliminares de la autopsia sugirieron que fue golpeado y quemado cuando aún estaba vivo. Los sospechosos de asesinato explicaron el ataque como una respuesta al secuestro y asesinato de tres adolescentes israelíes en junio. Los asesinatos contribuyeron al estallido de las hostilidades en el conflicto entre Israel y Gaza de 2014. Si bien se ha convertido en un procedimiento operativo estándar en Israel demoler las casas de los terroristas y sus familias, y mientras la madre del niño solicitó que sus casas fueran demolidas al igual que las de los terroristas palestinos, Ninguna de las casas de los perpetradores fue objeto de demolición. Mientras que los palestinos son juzgados en tribunales militares, los colonos de Cisjordania son juzgados en Israel en tribunales civiles y no se ha demolido ninguna casa de terroristas judíos. La demolición, ha argumentado el Estado, no se aplica a los judíos sospechosos de terrorismo, porque "no hay necesidad de disuadir a los potenciales terroristas judíos". La Unión Europea criticó a Israel por "no proteger a la población palestina".
En julio de 2015, ocurrió un incidente similar en el que colonos israelíes cometieron un ataque incendiario contra dos casas palestinas (una de las cuales estaba vacía); sin embargo, la otra casa tenía una familia adentro. Esto resultó en la muerte del niño palestino Ali Saad Dawabsheh cuando su padre no pudo encontrarlo entre el humo del incendio provocado. Otros tres miembros de su familia fueron evacuados y enviados al hospital, tras sufrir heridas graves. Estos dos incidentes recibieron la condena mundial de los Estados Unidos, la Unión Europea e incluso las FDI.

## Reacciones internacionales
En diciembre de 2011, tras una sesión informativa ante el Consejo de Seguridad de las Naciones Unidas, todos los grupos regionales y políticos sentados en el consejo emitieron declaraciones expresando su consternación por la violencia de los colonos y activistas de derecha, calificando la cuestión como un obstáculo para la reanudación de la paz. negociaciones.
En una de varias declaraciones sobre el tema, la UE expresó "profunda preocupación por el extremismo de los colonos y la incitación de los colonos en Cisjordania". La declaración añadió además que "la UE condena la continua violencia de los colonos y las provocaciones deliberadas contra civiles palestinos. Pide al gobierno de Israel que lleve a los perpetradores ante la justicia y cumpla con sus obligaciones bajo el derecho internacional".

## Estadísticas
La Oficina de Coordinación de Asuntos Humanitarios de las Naciones Unidas muestra que más palestinos resultaron heridos, ya sea por colonos o miembros de las fuerzas de seguridad israelíes, en ataques en los primeros seis meses de 2021 que en todo 2020 y aproximadamente igual al total de 2019. B'Tselem registró un aumento del 33 por ciento en los ataques durante los primeros seis meses de 2021 en comparación con el mismo período del año pasado y dijo que esto fue "promulgado con una cooperación cada vez más abierta por parte de las fuerzas de seguridad de Israel y con el pleno respaldo de las autoridades israelíes".. El 19 de octubre de 2021, Linda Thomas-Greenfield dijo al Consejo de Seguridad de las Naciones Unidas: "Estamos profundamente preocupados por la violencia perpetrada por los colonos israelíes en Cisjordania contra los palestinos y sus propiedades", y que "los informes de hombres enmascarados que aterrorizan a una pueblo de Hebrón, que destruyó viviendas e hirió a niños el 28 de septiembre, y actos similares en otras partes de Cisjordania, son abominables". Dijo que Estados Unidos "apreció la condena fuerte e inequívoca de esta violencia por parte del Ministro de Asuntos Exteriores Lapid, el Ministro de Defensa Gantz y otros miembros del gobierno israelí", al tiempo que instó a Israel "a investigar estos incidentes a fondo, incluida la respuesta de las fuerzas de seguridad israelíes". "
El 14 de noviembre de 2021, un informe de B'Tselem detalló la adquisición de casi 11 millas cuadradas (28,5 km²)   de tierras de cultivo y pastos por parte de los colonos durante los últimos cinco años y que en los últimos meses se ha producido un fuerte aumento de la violencia cometida por los colonos judíos. La ONG dijo que Israel ha estado utilizando la violencia de los colonos como una "herramienta informal importante" para expulsar a los palestinos de las tierras agrícolas y de pastoreo en la ocupada Cisjordania. Haaretz pidió a las Fuerzas de Defensa de Israel, a la policía y al Coordinador de Actividades Gubernamentales en los Territorios una respuesta a la conclusión del informe de que la violencia desde los puestos de avanzada y las granjas aisladas sirve al Estado. La Oficina del Portavoz de las FDI dijo: «Las FDI invierten muchos esfuerzos en intentar erradicar los incidentes violentos en la zona y están en contacto directo con las diversas entidades civiles y de seguridad en estas áreas. Las FDI continuarán operando en la región, con el fin de habilitar la ley y la seguridad en la zona». La policía y COGAT declinaron hacer comentarios.
La violencia de los colonos aumentó tras la elección del trigésimo séptimo gobierno de Israel en diciembre de 2022, que se destacó por la inclusión de políticos de extrema derecha y el apoyo a la expansión de los asentamientos israelíes en los territorios palestinos. La violencia de los colonos aumentó aún más tras el ataque de Hamás a Israel el 7 de octubre de 2023. B'Tselem dijo a BBC News que en los primeros seis días desde el ataque, hubo un "esfuerzo organizado por parte de los colonos para aprovechar el hecho de que toda la atención internacional y local está centrada en Gaza y el norte de Israel para tratar de apoderarse de tierras en el Cisjordania" y había registrado al menos 46 incidentes en los que colonos amenazaron, atacaron físicamente o dañaron propiedades de los palestinos. Funcionarios de las Naciones Unidas dicen que desde los ataques, las Fuerzas de Defensa de Israel y los colonos armados mataron a más de 120 palestinos en Cisjordania, y la mayoría de las muertes ocurrieron en enfrentamientos con soldados israelíes.